# Doppelmann
Doppelmann ist ein deutschsprachiges Gedicht von Zafer Şenocak zum Thema Bikulturalität. Es wurde erstmals XIV übertitelt in dem bei Dağyeli erschienen Lyrikband Flammentropfen (1985) des Autors veröffentlicht. Das vielzitierte Gedicht gehört zu den bekanntesten Texten einer frühen interkulturellen Literatur in Deutschland und ist Gegenstand zahlreicher – auch internationaler – literaturwissenschaftlicher Untersuchungen.
Verbreitung über die Literaturwissenschaft hinaus erlangte das in dem Gedicht verwendete Bild
ich trage zwei Welten in mir
aber keine ist ganz
sie bluten ständig
die Grenze verläuft
mitten durch meine Zunge